# 炎天寺
炎天寺（えんてんじ）は、東京都足立区にある真言宗豊山派の寺院。新四国四箇領八十八箇所霊場第88番札所。

## 概要
天喜年間（1053年 - 1058年）に開山した。
前九年の役出征のために当地を通りかかった源頼義・義家父子の軍勢が賊に遭遇して苦戦した際、八幡神に戦勝を祈願して勝利を得ることができた。そこで、旧暦6月の出来事だったことから村名を「六月村」、源氏の旗（幡）が勝ったことから山号を「幡勝山」、祈願が成就したことから院号を「成就院」、炎天続きだったことから寺名を「炎天寺」とした。
また、八幡神を祀るために当寺の隣りに六月八幡神社を創建し、その別当寺となっていた。そういう経緯もあって寺と神社を分ける塀は途中で切れており、事実上境内が一体化している。

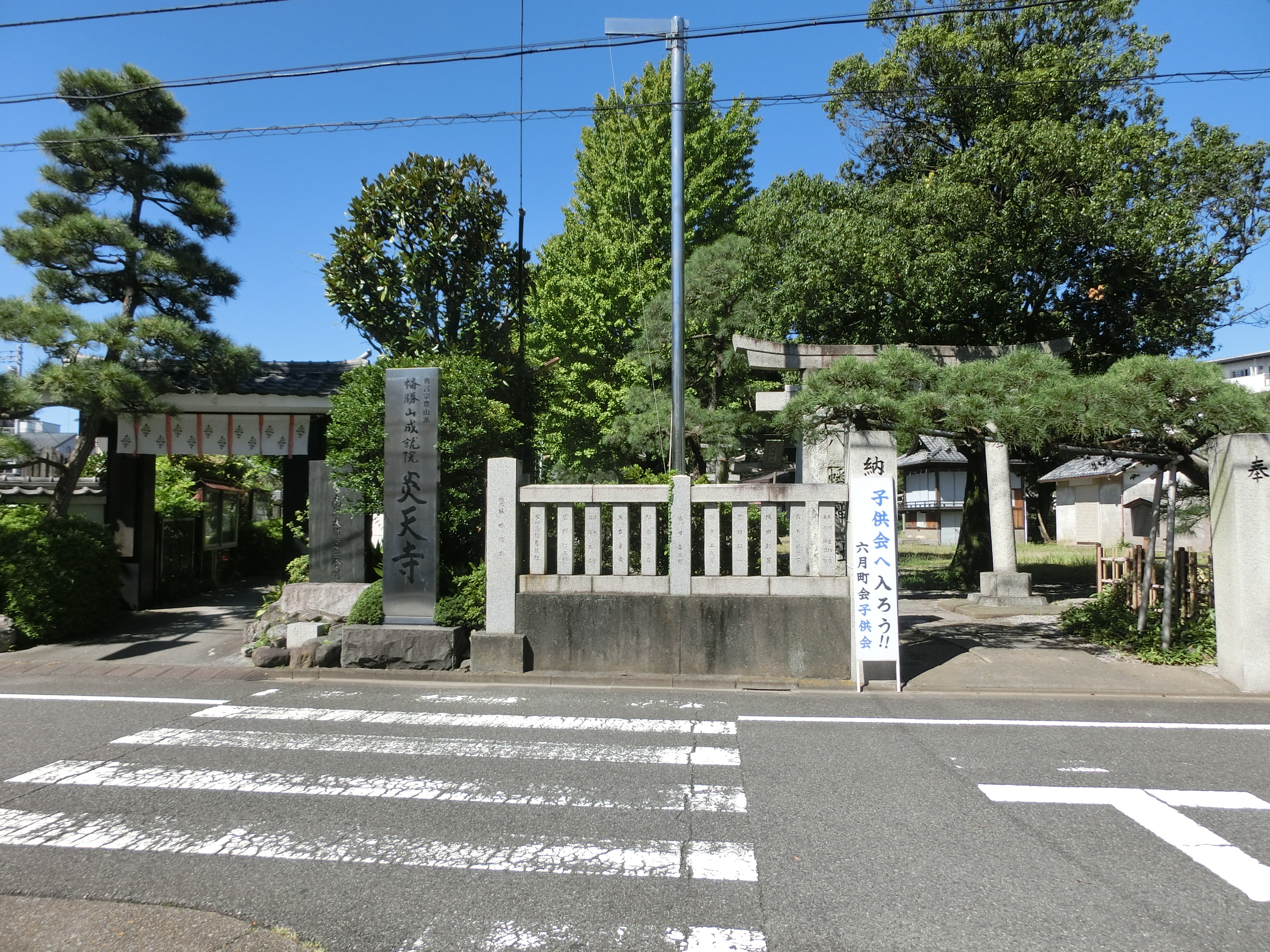
入口は別々である。（左：炎天寺、右：六月八幡神社）
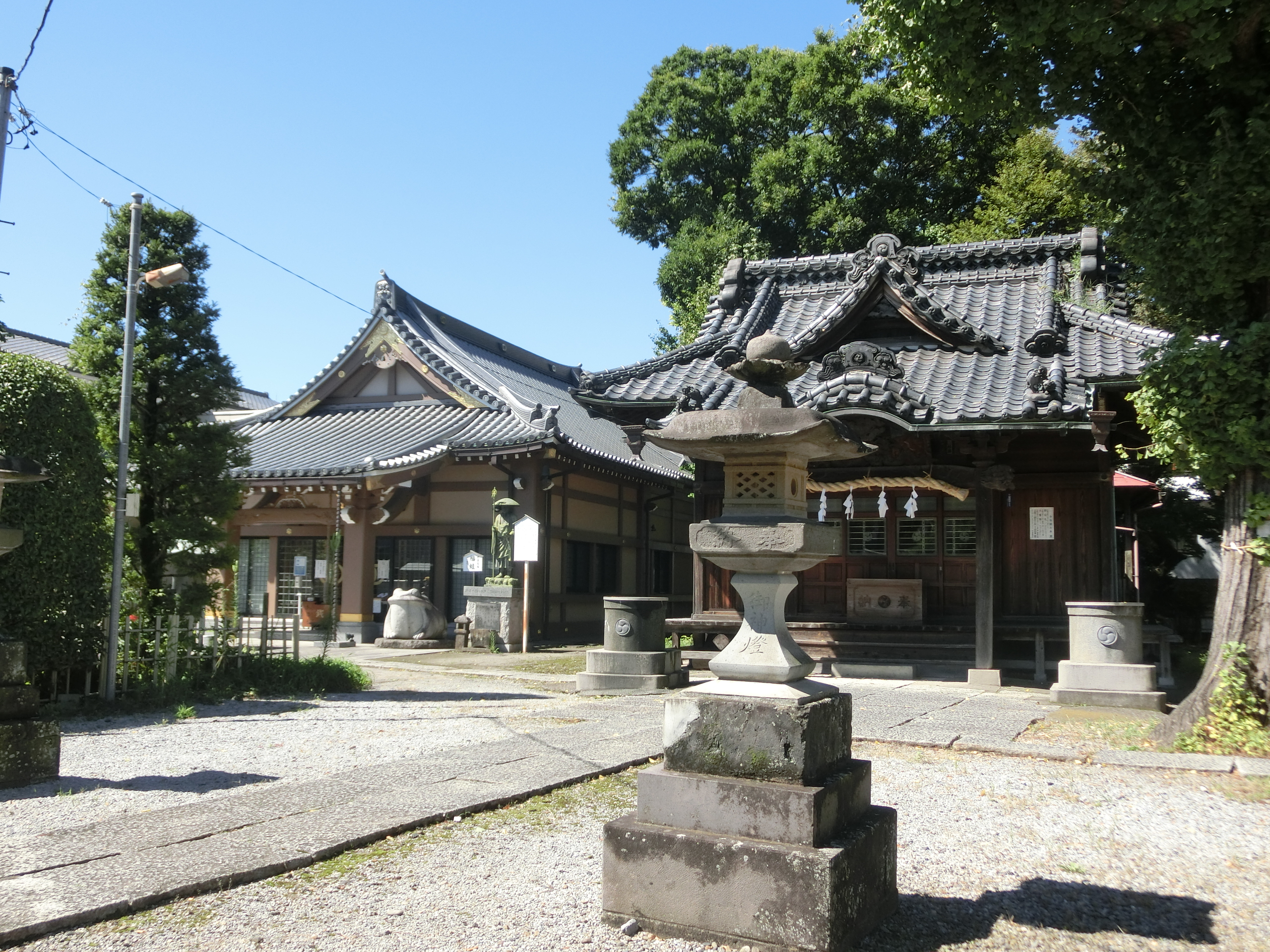
境内は一体化している。（左：炎天寺の仏殿、右：六月八幡神社の社殿）

## 小林一茶との縁
当寺は「俳句寺」「蛙のお寺」として知られる。江戸時代の俳人小林一茶は、江戸に住んでいた時に当寺をたびたび訪れており、一茶の俳句として有名な
もここで詠まれている。そういう縁により、毎年11月に「一茶まつり」を挙行し、一茶の法要や俳句の優秀作品の表彰を行っている。

## 交通アクセス
- 竹ノ塚駅より徒歩12分（経路案内）。